# Список об'єктів Світової спадщини ЮНЕСКО в Перу
У списку об'єктів Світової спадщини ЮНЕСКО у Перу налічується 12 найменувань (станом на 2014 рік).
Кольорами у списку позначено:
Об'єкти розташовані в порядку їх додавання до списку Світової спадщини. Якщо об'єкти додані на одній сесії Комітету Світової спадщини ЮНЕСКО, то розташовуються за номерами.
| №  | Зображення | Назва | Місцеположення                                                         | Час створення                    | Час внесення до списку | №                                                   | Критерії        |
| -- | ---------- | --- | ---------------------------------------------------------------------- | -------------------------------- | ---------------------- | --------------------------------------------------- | --------------- |
| 1  |            | Місто Куско | регіон Куско                                                           | 1100                             | 1983                   | 273 [Архівовано 24 грудня 2018 у Wayback Machine.]  | iii, iv         |
| 2  |            | Мачу-Пікчу | неподалік Куско                                                        | 1440                             | 1983                   | 274 [Архівовано 24 грудня 2018 у Wayback Machine.]  | i, iii, vii, ix |
| 3  |            | Археологічна ділянка Чавін | —                                                                      | 900 рік до н. е.                 | 1985                   | 330 [Архівовано 24 грудня 2018 у Wayback Machine.]  | iii             |
| 4  |            | Національний парк Уаскаран | регіон Анкаш                                                           | 1975                             | 1985                   | 333 [Архівовано 25 січня 2017 у Wayback Machine.]   | vi, vii         |
| 5  |            | Археологічна ділянка Чан-Чан | —                                                                      | 1300                             | 1986                   | 366 [Архівовано 24 грудня 2018 у Wayback Machine.]  | i, iii          |
| 6  |            | Національний парк Ману | регіони Мадре-де-Дьйос і Куско                                         | 1973                             | 1987                   | 402 [Архівовано 24 грудня 2018 у Wayback Machine.]  | ix, x           |
| 7  |            | Історичний центр міста Ліма | регіон Ліма                                                            | 1536                             | 1988                   | 500 [Архівовано 24 грудня 2018 у Wayback Machine.]  | iv              |
| 8  |            | Національний парк Ріо-Абісео | регіон Сан-Мартін                                                      | 1983                             | 1990                   | 548 [Архівовано 24 грудня 2018 у Wayback Machine.]  | iii, vii, ix, x |
| 9  |            | Лінії і геогліфи Наски і Пампас-де-Хумана | пустеля Сечура                                                         | 200 рік до н. е. — 700 рік н. е. | 1994                   | 700 [Архівовано 24 грудня 2018 у Wayback Machine.]  | i, iii, iv      |
| 10 |            | Історичний центр міста Арекіпа | регіон Арекіпа                                                         | 1540                             | 2000                   | 1016 [Архівовано 24 грудня 2018 у Wayback Machine.] | i, iv           |
| 11 |            | Священне місто Караль-Супе | регіон Ліма                                                            | —                                | 2009                   | 1269 [Архівовано 24 грудня 2018 у Wayback Machine.] | ii, iii, iv     |
| 12 |            | Кхапак-Ньян, Андська система доріг (англ. Qhapaq Ñan, Andean Road System) * Площа Інка Ханан - Хаук'айпата * Куско - Десагуадеро * Ольянтайтамбо - Ларес-Вальє-Лакко * Віткус - Чокекірао * Куеве - Вінчірі * Хауха - Пачакамак * Уануко-Пампа - Хаумачуко * Айпате — Лас-Піркас | Перу (спільно з Аргентиною , Болівією , Еквадором , Колумбією , Чилі ) | XV століття                      | 2014                   | 1459                                                | ii, iii, iv, vi |